# 第二托卡里夫卡
50°16′3″N 36°12′35″E / 50.26750°N 36.20972°E
第二托卡里夫卡（烏克蘭語：Токарівка Друга）是位於烏克蘭東部的村莊，由哈爾科夫州哈爾科夫區的德爾哈奇市鎮負責管轄。該村始建於1850年，面積0.28平方公里，海拔高度162米，2001年人口34，人口密度每平方公里119.7人。